# Міжгір'я (заповідне урочище)
Міжгір'я — заповідне урочище місцевого значення в Україні. Розташоване в межах Івано-Франківського району Івано-Франківської області, між селами Міжгір'я і Росільна. 
Площа 207 га. Статус надано 1980 року. Перебуває у віданні ДП «Солотвинський лісгосп» (Росільнянське лісництво, кв. 39, 42). 
Статус надано з метою збереження частини лісового масиву, що зростає на мальовничих пагорбах у передгір'ї Карпат.